# Fernando Scarcella
Fernando Gabriel Scarcella (6 de septiembre de 1975; Buenos Aires) es un baterista argentino. Fue parte de Rata Blanca y Walter Giardino Temple. Ha tocado con bandas y artistas como Luis Salinas, Logos, y Cruel Adicción.

## Biografía

### Comienzos
A principios de 1990 comenzó a tocar la batería y a partir de 1992 tocó con varios grupos del "under", entre ellos un grupo al que llamó Xyster integrado por Javier Torrecillas (Guitarra), Mariano Hospital (Bajo) y Norberto Pace (voz).
En 1994 se integró al proyecto del exguitarrista de Los Violadores, la banda se llamaba Agentes de Kaos. Al cumplir 19 años, trabajaba con Luis Salinas, de asistente y lo convoca para formar parte de su proyecto como baterista. Con él tocó durante tres años consecutivos y tuvo la oportunidad de conocer a grandes músicos de Argentina, con quienes compartió escenarios.

### Logos
En 1996 fue seleccionado para integrar Logos, paralelamente tocaba con Luis Salinas, pero en ese entonces su función en esa banda era como percusionista. Hizo su debut en la escena metálica argentina a mediados de 1997, cuando se incorporó a la conocida agrupación "Logos", liderada por dos exintegrantes de V8, Alberto Zamarbide y Miguel Roldán, siendo este último el compositor de la mayoría de los temas.
Para la presentación grabaron un demo con dos temas, "Confusión mental" y "Miedo a la libertad", el cual fue distribuido junto a la entrada del espectáculo que se realizó en el Superclub de Buenos Aires.
Durante su breve estadía en la banda, participó de un Monsters of Rock y viajó al exterior realizando conciertos en Nueva York y Miami para la cadena MTV Latina. Luego regresaron a Buenos Aires y el 2 de diciembre de 1997 grabaron un disco en vivo titulado Tercer acto, junto a Machi Madco en el Auditorio Promúsica de dicha ciudad.
Finalmente en mayo de 1998 se disolvió Logos y Miguel Roldán le propuso a Fernando Scarcella formar una banda que continuara con el estilo propuesto por esta institución del heavy metal criollo. En tal sentido, comenzaron a delinear lo que sería "Cruel Adicción", incorporando al hermano de Fernando Scarcella en la voz.
En agosto de ese mismo año debutaron en el marco del Metal Rock Festival II, participando también del disco que se editó con los registros de dicho evento.

### Walter Giardino Temple
Mientras tanto, Walter Giardino había hecho su debut con "W.G. Temple" en el teatro Maipo. Al poco tiempo, el baterista Martín Carrizo se alejó de la banda para trabajar con Gustavo Cerati. En abril de 1999, Walter Giardino lo convoca para formar parte de su proyecto solista "Walter Giardino Temple". Con él, hizo presentaciones en Buenos Aires y también por toda la Argentina, con la banda tuvo oportunidad de tocar junto a Deep Purple en Obras, y más tarde cerrar la tercera edición del Metal Rock Festival. A la par de su carrera con "Walter Giardino Temple", realizó trabajos con Boff (Guitarrista de Riff) para su banda "Cabrón" con quien graba su primer disco como baterista invitado. También toca con Alambre González, estuvo un tiempo integrando la banda de Raúl Porchetto y muchos artistas más.
La última presentación con la banda se realizó el 20 de noviembre de 1999 en el teatro Coliseo, compartiendo el escenario con Glenn Hughes. Al poco tiempo todos los músicos, incluido Fernando, decidieron desertar para formar "Quemar". Sin embargo el baterista cambió de parecer y prefirió permanecer junto a Giardino, en lo que sería un año entero de inactividad musical.
En agosto del 2000, Walter Giardino hizo una presentación de Temple junto a Adrián Barilari en Museum, la cual fue un verdadero suceso y posibilitó presentaciones en el interior y el exterior del país.

#### Regreso de Temple
En 2012 Walter Giardino reactivo el proyecto Temple para dar dos presentaciones con Joe Lynn Turner para esto fue convocado Scarcella ya que es actual integrante de Rata Blanca así como integrante de la primera etapa de Temple. Durante la presentación tocaron temas de Rainbow, Deep Purple e Yngwie Malmsteen y por supuesto los de Temple que fueron cantados por Javier Barrozo ex-Lorihen.

### Rata Blanca
Aun cuando negaron enfáticamente cualquier posibilidad de regreso, el 2 de septiembre se presentaron en Bolivia bajo el nombre de Rata Blanca. Pronto se incorporaron algunos de los históricos músicos de la agrupación, aunque Gustavo Rowek, antiguo baterista y miembro fundador se rehusó porque estaba contento con su nuevo proyecto, "Nativo", junto al guitarrista Sergio Berdichevsky.
Con Rata Blanca graba la versión acústica de "Mujer amante" para el disco "Grandes canciones", donde participa como percusionista. En el 2001 graba ya como baterista el disco en estudio "El camino del fuego" y el disco en vivo "Poder vivo", que fue grabado en el estadio Luna Park.
En abril de 2001 el baterista iba a participar junto a otros músicos, como Martín Knye y Daniel Tellis (ambos ex Kamikaze), entre otros, de un tributo a Whitesnake a realizarse en un auditorio de la Ciudad de Buenos Aires, llamado "Acatraz". Debido al alejamiento por motivos personales de Alejandro Vassallo, baterista de Martín Knye-Magiar, se especuló con que Fernando Scarcella ocupara ese lugar para la presentación oficial de la primera producción discográfica de la banda, llamada "Twister". Finalmente por sus compromisos con Rata Blanca no pudo asistir a ambos eventos. La presentación tuvo lugar durante mayo en el mencionado auditorio.
En el año 2005, Rata Blanca lanza un disco llamado La llave de la puerta secreta, del cual se desprenden temas como Blues, Mamma y Guitarra española. En el año 2008, lanzan El reino olvidado, del cual se destacan temas como Reino olvidado, Círculo de fuego, 71-06 (Endorfina) y Guardián de la luz. Junto con Rata Blanca ha tocado con artistas como Glenn Hughes, Tarja Turunen, Doogie White y Graham Bonnet. En 2015 edita con Rata Blanca el disco Tormenta Eléctrica. Scarcella es el baterista que más tiempo ha trabajado junto a Walter Giardino permaneciendo junto a él desde 1999 hasta 2024.

### Hipnosis
A principios de 2002 se reúne con Javier Torrecillas (Guitarrista) y Mariano Hospital (Bajista), compañeros de la secundaria, de otros proyectos y amigos de la vida, y les propone seguir con lo que habían dejado en el camino a raíz de los distintos compromisos de trabajo. Luego se suman a esta propuesta Diego Valdez (Cantante) y Hernán Bovo (Guitarrista) a quien ya conocían. Es así como nace Hipnosis.
A la propuesta también se sumaron personas como Juan Pablo Dematteis (mánager), y un sexto músico que no lo vemos pero se escucha y Mario Altamirano quien está a cargo de la producción artística de Hipnosis. Grabaron un material promocional de dos temas "Vivir o morir" con el cantante Iván Sención que llegó a Latinoamérica, Europa y Estados Unidos, teniendo una gran repercusión.
Trabajó con Hipnosis algunos años, con quien grabó en el 2003 el disco debut de la banda que vio la luz a mediados del 2004, "Hasta el fin de los tiempos" del cual se desprendió el tema "Por otros caminos" con una versión de esta canción en inglés titulada "Down through other ways".

## Discografía

### Como músico
| Disco                                  | Banda          | Año  | Grabación          |
| -------------------------------------- | -------------- | ---- | ------------------ |
| Salinas                                | Luis Salinas   | 1996 | Estudio            |
| Demo                                   | Logos          | 1997 | Demo               |
| Tercer acto                            | Logos          | 1998 | En Vivo            |
| Demo                                   | Cruel Adicción | 1999 | Demo               |
| Harto de esperar                       | Boff           | 2000 | Estudio            |
| El camino del fuego                    | Rata Blanca    | 2002 | Estudio            |
| Poder vivo                             | Rata Blanca    | 2003 | En Vivo            |
| Hasta el fin de los tiempos            | Hipnosis       | 2004 | Estudio            |
| La llave de la puerta secreta          | Rata Blanca    | 2005 | Estudio            |
| A pura sangre                          | Mala Medicina  | 2007 | Estudio            |
| El reino olvidado                      | Rata Blanca    | 2008 | Estudio            |
| The Forgotten Kingdom                  | Rata Blanca    | 2009 | Estudio            |
| XX Aniversario: Magos, Espadas y Rosas | Rata Blanca    | 2010 | En Vivo en Estudio |
| Tormenta eléctrica                     | Rata Blanca    | 2015 | Estudio            |
| Full Nothing                           |                | 2016 |                    |

### Colaboraciones
- Mr. Bock - 2006 - colabora como baterista invitado en un tema del disco "Lejos de esta ciudad".
- Barilari - 2012 - colabora como baterista en un tema del disco Barilari 4.
- Alquimia - 2013, colabora como baterista invitado.
- Horcas - 2013, colabora como drum doctor durante la grabación del disco "Por Tu Honor".
- Flor de Rocka - 2024, colabora junto a Derek Sherinian en la canción "Tierra y su Tormento" de la Banda Chilena/Española Flor de Rocka, liderada por el músico Nicolás Soto.

### Como productor
| Disco      | Banda       | Año  | Grabación |
| ---------- | ----------- | ---- | --------- |
| Verdugo    | Mar de Java | 2010 | Estudio   |
| Hate State | Ironía      | 2012 | Estudio   |

- Datos: Q5393501